# Lino Krizz
Cristiano Natalino, mais conhecido como Lino Krizz (e anteriormente conhecido como Lino Crizz; São Paulo, 3 de julho de 1974) é um cantor, compositor, produtor musical e ator brasileiro. Lino é membro e fundador do grupo de rap Motirô, juntamente com DJ Hum.

## História
Lino Krizz, começou a carreira artística profissional em 1987, com apenas 13 anos, ao criar uma dupla com seu irmão,
que ficou conhecida como “Os Metralhas”. Participou do disco " O Som das Ruas " um dos primeiros álbuns do rap Brasileiro,
com a música "RAP da Abolição" e virou sucesso nacional (ganharam disco de ouro). Já cantou e gravou com grandes nomes
da música nacional e internacional como, Ed Motta,Bocato, Sandra de Sá, Seu Jorge, Mano Brown, Fernanda Porto, Jota Quest, Nando Reis, Jorge Ben Jor, Ira!, Zezé Motta, Cláudio Zoli, Paula Lima, O Rappa, Cidade Negra, Edi Rock, Living Colour, George Benson, Will.I.Am (Black Eyed Peas) e outros.
Entre 2007 e 2009 integrou a banda Urban Totem, que lançou um CD com composições próprias e algumas releituras.
Kizz é ex-integrante do grupo Motirô, que era formado por ele, C4bal e DJ Hum. Juntos lançaram a canção das pistas de dança e FMs do Brasil, "Senhorita", faixa da compilação Humbatuque Clube. O grupo foi indicado a artista revelação do Prêmio Multishow em 2005 com a canção "Senhorita".